# سباستيان فيريرا
سباستيان فيريرا (بالإسبانية: Sebastián Ferreira) (13 فبراير 1998 بأسونسيون في باراغواي - ) هو لاعب كرة قدم باراغواياني في مركز الهجوم.

## وصلات خارجية
- سباستيان فيريرا على موقع الدوري الأمريكي (الإنجليزية)
- سباستيان فيريرا على موقع قاعدة بيانات كرة القدم.إي يو (الإنجليزية)
- سباستيان فيريرا على موقع Soccerway.com (الإنجليزية)
- سباستيان فيريرا على موقع عالم كرة القدم.نت (الإنجليزية)